# Helidon Fino
Helidon Fino też jako: Elidon Fino (ur. 27 września 1971 w Elbasanie) – albański aktor i reżyser.

## Życiorys
W 1990 ukończył studia aktorskie w Akademii Sztuk w Tiranie. Na scenie teatralnej zadebiutował w 1989 w sztuce Sa shumë gjethe të thata atë vjeshtë. Po studiach występował na deskach Teatru Narodowego w Tiranie. Jako reżyser zadebiutował w Teatrze Skampa w Elbasanie. Wystąpił w czterech filmach fabularnych.
Jest żonaty, ma syna.

## Role filmowe
- 2004: I dashur armik jako Qazim
- 2009: Lindje, perëndim, lindje jako kolarz Gimi
- 2012: Në kërkim te kujt jako Selim
- 2013: O sa mire (krótkometrażowy) jako Alfred Havolli